# 佐野仁美 (シンガーソングライター)
佐野 仁美（さの ひとみ、1995年7月25日 - ）は日本の女性シンガーソングライター、作詞家、作曲家。

## 経歴
4歳よりピアノ、5歳より合唱団、9歳よりバレエを始める。5歳より作詞作曲を始め、もともとゲーム曲の作曲家を目指していたが、15歳からボーカルとダンスを始め、2011年11月からピアノ弾き語りスタイルでライブ活動を行い、2012年11月大阪市立芸術創造館主催「芸創めちゃプロ2012 ライブ審査」で優勝し、大阪市の支援の下、レコーディングおよびミュージック・ビデオを制作、「HISTORY」をYouTubeにて発表、「HISTORY」に先駆けて1月にコンピレーション・アルバムにて「Cocktail -VOL.6-」でCDデビューを果たす。
その後数々のコンテストに優勝し、2013年大阪市パフォーマンスライセンスを取得、2015年にはグランフロント大阪とFM802主催の「MUSIC BUSKER IN UMEKITA」の公認アーティストとして大阪うめきた広場にて路上ライブを行う。2017年毎月ワンマンを宣言し、12回のアコースティックワンマン「Make My DAY」を行い、4月には1stスタジオ・アルバム「It's My Life」をレコ発ワンマン・ライブにて発表、7月にはBirthdayワンマン、8月には初の北海道でのワンマンとこの年のワンマン・ライブは15回に及ぶ、9月には大阪ドーム「オリックス・バファローズvs福岡ソフトバンクホークス」にて国歌斉唱、11月に憧れのビルボードライブ大阪の舞台を踏む。
2021年より活動拠点を関西から関東へ移し、2022年より作詞家・作曲家デビュー。一つのジャンルにとらわれない作風を強みとしている。

## 受賞歴
- 2012年11月　大阪市立芸術創造館主催「芸創めちゃプロ2012 ライブ審査」優勝
- 2013年 4月　ヒューマンアカデミー主催「BREAK OF LIMIT」ベストシンガーソングライター賞受賞
- 2013年 7月　「川西市アーティストオーディション」アコースティック部門 第1位
- 2013年 8月　「ミュージックレボリューション 小阪楽器店」ソロ賞受賞
- 2013年10月　「おかやま国際音楽祭エンターテイメントチャレンジグランプリ受賞
- 2013年10月　西宮市主催「LALALAミュージシャンコンテスト2013」グランプリ
- 2013年12月　大阪市大正区主催「Tｰ1 Live GP」優勝
- 2016年 9月　 No.1歌姫決定戦予選通過
- 2017年11月　eo music try 2017 準決勝進出

## ディスコグラフィ

### シングル

#### オリジナル・シングル
- Single「MyHeart/WithYou」（現在廃盤）
  1. MyHeart
  2. WithYou

- Single「HISTORY」（現在廃盤）
  1. HISTORY
  2. 想イ
  3. Free

- 1st Single「Fighter」（2015年2月14日）
  1. Fighter
  2. 片思い
  3. baby
  4. Somday

- 2nd Single「ReStart」（2018年7月27日）
  1. Sunshine
  2. ReStart

#### デジタル・シングル
- 1st Digital Single「ONE」(Live Music Video ver.)（2021年6月9日）
- 2nd Digital Single「ジャンキーに染まろう」（2021年9月29日）
- 3rd Digital Single「願い」（ 2022年1月4日）
- 4th Digital Single「Higher」（2022年5月4日）
- 5th Digital Single「Blue」（2022年5月28日）
- 6th Digital Single「君以外に代わりはきかないもので」（2022年8月14日）
- 7th Digital Single「虹色の丘」（2022年12月17日）
- 8th Digital Single「Hey! Mr.Charlie」（2023年4月24日）
- 9th Digital Sinlge「Radiant」（2023年7月27日）

1. 天然君成分
2. G
3. 在りし日

#### コンピレーション・シングル
- ワタシタチハタチ〜バタフライ〜（2016年4月13日　現在廃盤）
  1. Carry on / 佐野仁美、リトルボブ
  2. Love 君へ / リトルボブ、真優
  3. 心ひとつに / 真優、佐野仁美

### ミニ・アルバム
- 1st「ちっぽけなぼく」（2014年3月30日）
  1. あなたへ
  2. Shining smile
  3. 私がママになったら
  4. ちっぽけなぼく
  5. 思いのままに
  6. Carry on
- 2nd「MyMelodies」（2015年8月2日）
  1. Are you Ready?
  2. For. . .
  3. 空に願いを
  4. Precious days
  5. 平和の旋律
  6. Hello! Summer!!
- 3rd「Fermata」（2019年11月24日）
  1. Energy
  2. 僕の顔
  3. 君がまだ生きている
  4. あの日のままで
  5. Days
  6. 秋空はあなた色

### アルバム

#### オリジナル・アルバム
- 1st「It's My Life」（2017年4月20日）
  1. GATE
  2. 希望のカケラ
  3. Morning
  4. 待ちぼうけ
  5. あなたが住む街
  6. 恋心
  7. 光
  8. 冬の木漏れ日
  9. 未来へのラブソング
  10. With You 〜2017ver〜
  11. Next Stage!!

#### コンピレーションアルバム
- Cocktail -Vol.6-（2013年1月23日　現在廃盤）
  1. introduction
  2. いつまでも / KAZUKI@
  3. AiAiO / M.M.P
  4. Blue World / 歌音
  5. 空 / Arika
  6. My Herat / 佐野仁美
  7. えすけーぷ / しほこ
  8. 君と僕と大切な花 / 田中リナ
  9. Spring Love / 藤田眞子
  10. 足跡(Live mix.) / 照照星〜てるてるぼうし〜
  11. 水面のピアノ / 若月ひでお
  12. とけい。 / 堀龍也
  13. Wichting fur Sie / 藤澤浩樹
  14. 愛が溢れています / 藤代絵里
  15. 秋扇 / 藤代絵里
  16. 「愛を読むひと」 / KENG

## 楽曲提供
ICEx
- ALPHA（作詞）

AislE
- The Reasons Of My Smiles（作詞）

青山なぎさ
- そよ風（作曲/編曲）

アクセルハーツ (ゲーム「この素晴らしい世界に祝福を!ファンタスティックデイズ」内ユニット)
- Fantastic Curtain Call（作詞/作曲）

天音かなた
- DA・LI・LA（作詞/作曲）

伊藤美来
- らびちゅ（作詞/作曲）

A.B.C-Z
- DANGER-DANGER（作曲）

円神
- YOU（作曲）

大西亜玖璃
- 曖昧ガール（作詞/作曲）- アニメ『佐々木とピーちゃん』EDテーマ

CUBERS
- CHOICE（作曲）

Jams Collection
- Xの方程式（作詞/作曲/コーラス）

JO1
- JOin us!!（作曲）- JRA「2024年度有馬記念プロモーション」TVCMソング

spi (ZIPANG OPERA)
- Story Of My Life（作曲）

高橋ポルカ（イキヅライブ！ LOVELIVE! BLUEBIRD）
- オドルポルカ（作曲）

東山奈央
- Shut Out My Lie（作詞/作曲）

土岐隼一
- 半端なDistance（作詞/作曲）
- ワスレモノ（作詞/作曲）
- Highway Love（作詞/作曲）

KnightA-騎士A-
- Greed（作曲）

未完成ブレイブ
- 生きて、愛して（作詞）- Nintendo Switch用ゲーム『泡沫のユークロニア』EDテーマ

miao
- sweet bite（作詞）

Ra*bits (「あんさんぶるスターズ！」ユニット)
- ボクスケッチ（作曲）

Rainy。
- Find the truth（作曲）- アニメ『名探偵コナン ゼロの日常』EDテーマ

王様戦隊キングオージャー
- ココロ♡セロトニンヒーロー(2023年11月26日放送　第38話　挿入歌)（作詩）

## 参加楽曲
伊藤美来
- らびちゅ（コーラス）
- パスタ（コーラス）

円神
- YOU（ピアノ）

王様戦隊キングオージャー
- ココロ♡セロトニンヒーロー（歌唱）(2023年11月26日放送　第38話　挿入歌)

Jams Collection
- Xの方程式（コーラス）
- 冬空ラプソディー（コーラス/ピアノ）
- フューチャーライダー（コーラス）
- 独占オンステージ（コーラス）
- 君色花火（コーラス）
- スキスキリフレイン（コーラス）

鹿乃子のこ(CV.潘めぐみ)、虎視虎子(CV.藤田咲)
- 「シカせんべいのうた」（コーラス）- TVアニメ『しかのこのこのここしたんたん』エンディング主題歌

土岐隼一
- 半端なDistance（ピアノ）
- ワスレモノ（ピアノ）

FES☆TIVE
- 青春ハートビート（コーラス）
- ワールドワイドWah!（コーラス）
- HUMAN NATURE WORLD（コーラス）
- 革命的オーバードーズ（コーラス）
- 素敵なソラシド（コーラス）
- 素晴らしき日々（コーラス）
- キボウボイス（コーラス）

Rainy。
- Find the truth（ピアノ）- TVアニメ『名探偵コナン ゼロの日常』EDテーマ

Lowland Jazz
- 「BAD CITY(BUG HUMAN)」（コーラス）- アニメ「ヒューマンバグ大学 -不死学部不幸学科-」エンディング主題歌

## 担当番組

### ラジオ
- パリッとジャパン（ソラトニワ梅田・毎週水曜11:30 - 13:00、2017年5月〜2018年2月）
- 佐野仁美のIt's My Life（エフエムちゅうおう-・毎週木曜20:00 - 20:30、2017年9月7日〜2019年3月28日）
- HAPPY OUR PARTY!（JFN・2022年4月 - ）・毎週月〜木曜16:00 - 16:45  水曜日レギュラー出演